# Grapeland
Grapeland és una ciutat al Comtat de Houston a l'estat de Texas. Segons el cens del 2000 tenia 1.451 habitants.

## Demografia
Segons el cens del 2000, Grapeland tenia 1.451 habitants, 583 habitatges, i 377 famílies. La densitat de població era de 282,9 habitants per km².
Dels 583 habitatges en un 27,8% hi vivien nens de menys de 18 anys, en un 43,1% hi vivien parelles casades, en un 19,2% dones solteres, i en un 35,2% no eren unitats familiars. En el 34,3% dels habitatges hi vivien persones soles el 20,6% de les quals corresponia a persones de 65 anys o més que vivien soles. El nombre mitjà de persones vivint en cada habitatge era de 2,39 i el nombre mitjà de persones que vivien en cada família era de 3,08.
Per edats la població es repartia de la següent manera: un 26,4% tenia menys de 18 anys, un 7,1% entre 18 i 24, un 21,2% entre 25 i 44, un 20,7% de 45 a 60 i un 24,6% 65 anys o més.
L'edat mediana era de 42 anys. Per cada 100 dones de 18 o més anys hi havia 71,7 homes.
La renda mediana per habitatge era de 22.361 $ i la renda mediana per família de 30.250 $. Els homes tenien una renda mediana de 26.964 $ mentre que les dones 18.906 $. La renda per capita de la població era de 13.736 $. Aproximadament el 20,4% de les famílies i el 23,5% de la població estaven per davall del llindar de pobresa.

## Poblacions properes
El següent diagrama mostra les poblacions més properes.